# Fosfatidylætanolamin
Fosfatidylætanolaminer (forkortet PtdEtn eller PE) er en gruppe fosfolipider, der forekommer i biologiske membraner. De dannes ved addition af CDP-ætanolamin og diglycerider under frigivelse af CMP. S-Adenosylmethionin kan methylere aminen i fosfatidylætanolaminer til fosfatidylcholiner. Fosfatidylætanolamin findes fortrinsvis i det indre lag af lipiddobbeltlaget i cellemembraner.